# Vertískos
Vertískos är en bergskedja i Grekland.   Den ligger i regionen Mellersta Makedonien, i den nordöstra delen av landet, 300 km norr om huvudstaden Aten.